# Smicropus bogotensis
Smicropus bogotensis là một loài bướm đêm trong họ Geometridae.